# Coupe Victoria
La Coupe Victoria (Victoria Cup) est une compétition de hockey sur glace, organisée par l'IIHF (Fédération internationale de hockey sur glace) et opposant une (ou plusieurs) équipes européennes à une (ou plusieurs) équipes de la Ligue nationale de hockey (Amérique du Nord). En 2008, la coupe inaugurale consiste en un simple match entre le vainqueur de la Coupe d'Europe des clubs champions et un club de la LNH. À l'avenir, le but de cette coupe était d'opposer le vainqueur de la ligue des champions au vainqueur de la Coupe Stanley.
La Coupe Victoria est annoncée en 2007, comme l'une des célébrations majeures du centenaire de l'IIHF lors de l'année 2008. La coupe est ainsi nommée pour rendre hommage au Victoria Skating Rink de Montréal, où fut organisé le premier match certifié de hockey sur glace, le 3 mars 1875.

## Palmarès
| Date              | Vainqueur               | Finaliste               | Score | Lieu                     |
| ----------------- | ----------------------- | ----------------------- | ----- | ------------------------ |
| 1er octobre 2008  | Rangers de New York (1) | Metallourg Magnitogorsk | 4-3   | PostFinance Arena, Berne |
| 29 septembre 2009 | ZSC Lions (1)           | Blackhawks de Chicago   | 2-1   | Hallenstadion, Zurich    |

## Édition 2008
Le 1er octobre 2008, la première coupe Victoria fut remise au vainqueur d'un match entre le vainqueur 2008 de la Coupe d'Europe des clubs champions, le Metallourg Magnitogorsk et les Rangers de New York de la LNH, match disputé à la PostFinance Arena à Berne et selon les règles IIHF.
Les Rangers, menés 3-0 après de 40 minutes de jeu, remportent finalement le match 4-3 en effectuant une fantastique remontée.
Le match fut précédé la veille (30 septembre) par un match d'exhibition entre l'équipe hôte, le CP Berne et les Rangers de New York. Ce fut la première confrontation entre un club suisse et une franchise de la LNH, confrontation remportée 8-1 par l'équipe américaine.

### Détails des matchs
| 30 septembre 2008 | CP Berne | 1-8 (0-2, 0-0, 1-6) | Rangers de New York | PostFinance Arena 16 022 spectateurs |

| Feuille de match                                      | Feuille de match   | Feuille de match                    | Feuille de match | Feuille de match                           |
| ----------------------------------------------------- | ------------------ | ----------------------------------- | --- | ------------------------------------------ |
|                                                       | Roche - 41 min 2 s | 0-1 0-2 1-2 1-3 1-4 1-5 1-6 1-7 1-8 | 4 min 30 s - Girardi (SN) 18 min 28 s - Redden (SN) 43 min 55 s - Drury (SN) 44 min 22 s - Dubinsky 51 min 35 s - Kalinine 42 min 35 s - Korpikoski 55 min 31 s - Potter (SN) 58 min 47 s - Dubinsky (SN) | Arbitrage : Don Koharski Marcus Vinnerborg |
| Marco Bührer (29 min 44 s) Jonas Müller (30 min 16 s) | Gardiens           | Stephen Valiquette                  | | Arbitrage : Don Koharski Marcus Vinnerborg |
| 18 min                                                | Pénalités          | 6 min                               | | Arbitrage : Don Koharski Marcus Vinnerborg |
|                                                       |                    |                                     | | Arbitrage : Don Koharski Marcus Vinnerborg |

| 1er octobre 2008 | Metallourg Magnitogorsk | 3-4 (2-0, 1-1, 0-3) | Rangers de New York | PostFinance Arena 13 794 spectateurs |

| Feuille de match | Feuille de match                                                                                                | Feuille de match            | Feuille de match | Feuille de match                     |
| ---------------- | --- | --------------------------- | --- | ------------------------------------ |
|                  | Platonov (Tchistov) - 1 min 28 s Malenkikh (SN) - 18 min 7 s Zavaroukhine (Atiouchov, Marek) (SN) - 30 min 20 s | 1-0 2-0 3-0 3-1 3-2 3-3 3-4 | 39 min 37 s - Drury (Jerdev) (2 SN) 45 min 45 s - Fritsche (Rozsival) 50 min 13 s - Drury (Gomez et Näslund) (SN) 59 min 40 s - Callahan | Arbitrage : Dan O'Halloran Jyri Rönn |
| Andreï Mezine    | Gardiens | Henrik Lundqvist            | | Arbitrage : Dan O'Halloran Jyri Rönn |
| 20 min           | Pénalités | 14 min                      | | Arbitrage : Dan O'Halloran Jyri Rönn |
|                  | |                             | | Arbitrage : Dan O'Halloran Jyri Rönn |